# 三身
三身（さんじん、または さんしん、梵: trikāya）は、大乗仏教における、仏の3種類の身のあり方（法身・報身・応身）で、仏身観の一種である。大乗仏教では三身説をとるが、姿・形をもたない宇宙の真理たる法身仏、有始・無終の存在で衆生を救う仏である報身仏（人間に対する方便として人の姿をして現れることもある）に対して、応身仏である釈迦如来は衆生を救うため人間としてこの世に現れた仏であると説明される。
『十地経論』巻3には「一切の仏に三種の仏あり。一に応身仏、二に報身仏、三に法身仏なり」とある。通常はこの三身説がよく用いられる。対応関係を表すと次の通り。
| 三身             | 説明                                                                                 | 三徳 | 仏（如来）                         |
| ---------------- | ------------------------------------------------------------------------------------ | ---- | ---------------------------------- |
| 法身（ほっしん） | 宇宙の真理・真如そのもの。本来は姿・形を持たない。                                   | 法身 | 毘盧遮那仏（大日如来）             |
| 報身（ほうじん） | 有始・無終の存在で衆生を救う仏。人間に対する方便として人の姿をして現れることもある。 | 般若 | 阿弥陀如来・薬師如来・観音菩薩など |
| 応身（おうじん） | 現世において、受肉し人間として現れた仏。                                             | 解脱 | 釈迦如来                           |

大乗仏教の経典（『法華経』『華厳経』『阿弥陀経』など）によれば、釈迦は法身・報身の他の仏（薬師如来・阿弥陀如来など）の功徳なども説いたとされ、釈迦如来とこれらの仏が信仰の対象とされる。
『法華経』では、釈迦は現世に現れる前から既に仏陀であり、衆生を救うため受肉し人間としてこの世に現れたが（応身仏）、入滅後も法身仏として存在していると解釈する（久遠常住）。「方便して涅槃を現わす」という言葉で表されるように、釈迦如来の生涯は人間に教えを説くための方便としてそのように演じてみせたと解釈する（仮現説）。
『華厳経』では、釈迦如来は衆生を救うため法身の毘盧遮那仏によって遣わされた存在、または毘盧遮那仏の化身と解釈する。
『阿弥陀経』は釈迦が阿弥陀如来と西方浄土について説くという内容だが、阿弥陀如来への帰依を最重視する浄土真宗では、釈迦は阿弥陀如来の存在を説くために現れた存在だと解釈する。

## 歴史
4世紀頃までの中期大乗仏教では、法身（永遠身）と色身（しきしん）（現実身とも）の二身説だけであったが、5世紀頃までにはその本質永遠性と現実即応の関連づけ、すなわち統一が問題となり、それが仏身論に及び、法身と色身（応身）を合せた報身が立てられ、三身説が成立した。中国や日本の仏教では、この三身のどれを表として立てるかで議論が起こった。
しかし後に仏の身は本来分かつべきでなく、どれも具わっていると考えられるようになり、三身即一身（三身即一などとも）という説が立てられた。

## その他の三身説
- 法身・応身・化身 - 『合部金光明経』巻1の説
  - 法身 - 通常の三身説の法身と報身をあわせたもの
  - 応身 - 通常の三身説の応身に同じ
  - 化身 - 変化身ともいう。仏が衆生の機根にあわせて現す、天部や竜神など仏以外の姿
- 法身・解脱身・化身 - 『解深密経』巻5の説
  - 法身 - 仏果のこと
  - 解脱身 - 5つの特性（戒・定・慧・解脱・解脱知見）としての五分法身のこと
  - 化身 - 通常の三身説の応身に同じ
- 自性身・受用身・変化身 - 『仏地経論』巻7の説
  - 自性身 - 通常の三身説の法身に同じ
  - 受用身 - 通常の三身説の報身に同じであるが、これに以下2つに分別される
    - 自受用身 - 通常の三身説の報身に同じ、仏自らが法の楽しみを受ける
    - 他受用身 - 通常の三身説の応身に同じ、仏が衆生に法の楽しみを受けさせる

  - 変化身 - 通常の三身説の応身に同じ
- 法身・報身・化身、
- 法身・智身・大悲身
- 真身・報身・応身

## キリスト教との比較
釈迦を単なる人間ではなく超人的存在と捉える三身説は、キリスト教の三位一体論や両性説（神の子イエスは人間を救うため受肉してこの世に現れた存在であるという教義）とよく比較研究されることが多いが、キリスト教では「イエスは人間である」という説や三位一体論を否定する教派は異端として完全に排斥されたが、仏教では「釈迦は人間である」という教派が完全に消滅することはなく、大乗仏教の各教派内でも「釈迦は何者であったか」という認識が教派ごとに異なることから、植田重雄は三身説と三位一体論を単純に比較することは難しいと論じている。